# Кантон Коломбо-Ђербо (Бјела)
Кантон Коломбо-Ђербо је насеље у Италији у округу Бијела, региону Пијемонт.
Према процени из 2011. у насељу је живело 269 становника. Насеље се налази на надморској висини од 208 м.